# LPGA Championship
LPGA Championship – jeden z kobiecych golfowych turniejów wielkoszlemowych LPGA, nieuznawany przez LET. Pod względem historii rozgrywania turniej ten ustępuje tylko U.S. Women's Open.
Od samego początku w LPGA Championship mogły brać udział tylko zawodowe golfistki, jednak w 2005 uchylono regułę niedopuszczającą amatorów aby pozwolić uczestniczyć, wówczas amatorce, Michelle Wie. Aczkolwiek LPGA nigdy tego publicznie nie przyznała, uznaje się, że powodem była chęć przyciągnięcia większej liczby widzów i zwiększenia przychodów. Głosy sprzeciwu ze strony zawodowych golfistek przyczyniły się do tego, że w kolejnej edycji przywrócono poprzednie zasady.

## Zwyciężczynie
| Data                      | Mistrzyni         | Wynik                 | Przewaga    | 2. miejsce                                    |
| ------------------------- | ----------------- | --------------------- | ----------- | --------------------------------------------- |
| 26 czerwca 2011(dts)      | Yani Tseng        | -19 (66-70-67-66=269) | 10 uderzeń  | Morgan Pressel                                |
| 27 czerwca 2010(dts)      | Cristie Kerr      | -19 (68-66-69-66=269) | 12 uderzeń  | Kim Song-hee                                  |
| 14 czerwca 2009(dts)      | Anna Nordqvist    | -15 (66-70-69-68=273) | 4 uderzenia | Lindsey Wright                                |
| 8 czerwca 2008(dts)       | Yani Tseng        | -12 (73-70-65-68=276) | dogrywka    | Maria Hjorth                                  |
| 10 czerwca 2007(dts)      | Suzann Pettersen  | -14 (69-67-71-67=274) | 1 uderzenie | Karrie Webb                                   |
| 11 czerwca 2006(dts)      | Pak Se-ri         | -8 (71-69-71-69=280)  | dogrywka    | Karrie Webb                                   |
| 12 czerwca 2005(dts)      | Annika Sörenstam  | -11 (68-67-69-73=277) | 3 uderzenia | Michelle Wie                                  |
| 13 czerwca 2004(dts)      | Annika Sörenstam  | -17 (68-67-64-72=271) | 3 uderzenia | Ahn Shi-hyun                                  |
| 8 czerwca 2003(dts)       | Annika Sörenstam  | -6 (70-64-72-72=278)  | dogrywka    | Grace Park                                    |
| 9 czerwca 2002(dts)       | Pak Se-ri         | -5 (71-70-68-70=279)  | 3 uderzenia | Beth Daniel                                   |
| 24 czerwca 2001(dts)      | Karrie Webb       | -14 (67-64-70-69=270) | 2 uderzenia | Laura Diaz                                    |
| 25 czerwca 2000(dts)      | Juli Inkster      | -3 (72-69-65-75=281)  | dogrywka    | Stefania Croce                                |
| 27 czerwca 1999(dts)      | Juli Inkster      | -16 (68-66-69-65=268) | 4 uderzenia | Liselotte Neumann                             |
| 17 maja 1998(dts)         | Pak Se-ri         | -11 (65-68-72-68=273) | 3 uderzenia | Donna Andrews, Lisa Hackney                   |
| 18 maja 1997(dts)         | Christa Johnson   | -3 (68-73-69-71=281)  | dogrywka    | Leta Lindley                                  |
| 12 maja 1996(dts)         | Laura Davies      | E (72-71-70=213)      | 1 uderzenie | Julie Piers                                   |
| 14 maja 1995(dts)         | Kelly Robbins     | -10 (66-68-72-68=274) | 1 uderzenie | Laura Davies                                  |
| 15 maja 1994(dts)         | Laura Davies      | -5 (70-72-69-68=279)  | 3 uderzenia | Alice Ritzman                                 |
| 13 czerwca 1993(dts)      | Patty Sheehan     | -9 (68-68-70-69=275)  | 1 uderzenie | Lauri Merten                                  |
| 17 maja 1992(dts)         | Betsy King        | -17 (68-66-67-66=267) | 11 uderzeń  | JoAnne Carner, Liselotte Neumann, Karen Noble |
| 30 czerwca 1991(dts)      | Meg Mallon        | -10 (68-68-71-67=274) | 1 uderzenie | Ayako Okamoto, Pat Bradley                    |
| 29 lipca 1990(dts)        | Beth Daniel       | -4 (71-73-70-66=280)  | 1 uderzenie | Rosie Jones                                   |
| 21 maja 1989(dts)         | Nancy Lopez       | -14 (71-69-68-66=274) | 3 uderzenia | Ayako Okamoto                                 |
| 22 maja 1988(dts)         | Sherri Turner     | -7 (70-71-73-67=281)  | 1 uderzenie | Amy Alcott                                    |
| 24 maja 1987(dts)         | Jane Geddes       | -13 (72-68-68-67=275) | 1 uderzenie | Betsy King                                    |
| 1 czerwca 1986(dts)       | Pat Bradley       | -11 (67-72-70-68=277) | 1 uderzenie | Patty Sheehan                                 |
| 2 czerwca 1985(dts)       | Nancy Lopez       | -15 (65-71-72-65=273) | 8 uderzeń   | Alice Miller                                  |
| 3 czerwca 1984(dts)       | Patty Sheehan     | -16 (71-70-63-68=272) | 10 uderzeń  | Beth Daniel, Pat Bradley                      |
| 12 czerwca 1983(dts)      | Patty Sheehan     | -9 (68-71-74-66=279)  | 2 uderzenia | Sandra Haynie                                 |
| 13 czerwca 1982(dts)      | Jan Stephenson    | -9 (69-69-70-71=279)  | 2 uderzenia | JoAnne Carner                                 |
| 14 czerwca 1981(dts)      | Donna Caponi      | -8 (69-68-70-73=280)  | 1 uderzenie | Jerilyn Britz, Pat Meyers                     |
| 8 czerwca 1980(dts)       | Sally Little      | -3 (69-70-73-73=285)  | 3 uderzenia | Jane Blalock                                  |
| 10 czerwca 1979(dts)      | Donna Caponi      | -9 (69-70-70-70=279)  | 3 uderzenia | Jerilyn Britz                                 |
| 11 czerwca 1978(dts)      | Nancy Lopez       | -13 (71-65-69-70=275) | 6 uderzeń   | Amy Alcott                                    |
| 12 czerwca 1977(dts)      | Hisako Higuchi    | -9 (71-67-72-69=279)  | 3 uderzenia | Judy Rankin, Pat Bradley, Sandra Post         |
| 30 maja 1976(dts)         | Betty Burfeindt   | -5 (71-72-73-71=287)  | 1 uderzenie | Judy Rankin                                   |
| 1 czerwca 1975(dts)       | Kathy Whitworth   | -4 (70-70-75-73=288)  | 1 uderzenie | Sandra Haynie                                 |
| 23 czerwca 1974(dts)      | Sandra Haynie     | -4 (69-73-73-73=288)  | 2 uderzenia | JoAnne Carner                                 |
| 10 czerwca 1973(dts)      | Mary Mills        | -4 (73-73-72-70=288)  | 1 uderzenie | Betty Burfeindt                               |
| 11 czerwca 1972(dts)      | Kathy Ahern       | 1 (75-73-76-69=293)   | 6 uderzeń   | Jane Blalock                                  |
| 13 czerwca 1971(dts)      | Kathy Whitworth   | -4 (71-73-70-74=288)  | 4 uderzenia | Kathy Ahern                                   |
| 13 czerwca 1970(dts)      | Shirley Englehorn | -7 (70-70-75-70=285)  | dogrywka    | Kathy Whitworth                               |
| 27 lipca 1969(dts)        | Betsy Rawls       | 1 (71-72-79-71=293)   | 4 uderzenia | Carol Mann, Susie Maxwell Berning             |
| 23 czerwca 1968(dts)      | Sandra Post       | 2 (72-75-74-73=294)   | dogrywka    | Kathy Whitworth                               |
| 16 lipca 1967(dts)        | Kathy Whitworth   | -8 (69-74-72-69=284)  | 1 uderzenie | Shirley Englehorn                             |
| 25 września 1966(dts)     | Gloria Ehret      | -2 (70-70-67-65=282)  | 3 uderzenia | Mickey Wright                                 |
| 26 września 1965(dts)     | Sandra Haynie     | -9 (70-68-69-72=279)  | 1 uderzenie | Clifford Ann Creed                            |
| 4 października 1964(dts)  | Mary Mills        | -6 (68-69-72-69=278)  | 2 uderzenia | Mickey Wright                                 |
| 13 października 1963(dts) | Mickey Wright     | +2 (72-82-70-70=294)  | 2 uderzenia | Louise Suggs, Mary Mills, Mary-Lena Faulk     |
| 7 października 1962(dts)  | Judy Kimball      | (70-69-71-72=282)     | 4 uderzenia | Shirley Spork                                 |
| 15 października 1961(dts) | Mickey Wright     | +3 (67-77-72-71=287)  | 9 uderzeń   | Louise Suggs                                  |
| 4 lipca 1960(dts)         | Mickey Wright     | -4 (71-76-74-71=292)  | 3 uderzenia | Louise Suggs                                  |
| 5 lipca 1959(dts)         | Betsy Rawls       | 288                   | 1 uderzenie | Patty Berg                                    |
| 8 czerwca 1958(dts)       | Mickey Wright     | +8 (69-69-76-74=288)  | 6 uderzeń   | Fay Crocker                                   |
| 9 czerwca 1957(dts)       | Louise Suggs      | +5 (??-??-??-68=285)  | 3 uderzenia | Wiffi Smith                                   |
| 24 czerwca 1956(dts)      | Marlene Hagge     | -9 (69-73-73-76=291)  | dogrywka    | Patty Berg                                    |
| 17 lipca 1955(dts)        | Beverly Hanson    | 4&3                   | n/d         | Louise Suggs                                  |

## Historia
| Data                    | Miejsce zawodów               | Pula nagród | Nagroda za 1. miejsce |
| ----------------------- | ----------------------------- | ----------- | --------------------- |
| 23-26 czerwca 2011      | Locust Hill Country Club      | $2.500.000  | $375.000              |
| 24-27 czerwca 2010      | Locust Hill Country Club      | $2.250.000  | $337.500              |
| 11-14 czerwca 2009      | Bulle Rock Golf Course        | $2.000.000  | $300.000              |
| 5-8 czerwca 2008        | Bulle Rock Golf Course        | $2.000.000  | $300.000              |
| 7-10 czerwca 2007       | Bulle Rock Golf Course        | $2.000.000  | $300.000              |
| 8-11 czerwca 2006       | Bulle Rock Golf Course        | $1.800.000  | $270.000              |
| 9-12 czerwca 2005       | Bulle Rock Golf Course        | $1.800.000  | $270.000              |
| 10-13 czerwca 2004      | DuPont Country Club           | $1.600.000  | $240.000              |
| 5-8 czerwca 2003        | DuPont Country Club           | $1.600.000  | $240.000              |
| 6-9 czerwca 2002        | DuPont Country Club           | $1.500.000  | $225.000              |
| 21-24 czerwca 2001      | DuPont Country Club           | $1.500.000  | $225.000              |
| 22-25 czerwca 2000      | DuPont Country Club           | $1.400.000  | $210.000              |
| 24-27 czerwca 1999      | DuPont Country Club           | $1.400.000  | $210.000              |
| 14-17 maja 1998         | DuPont Country Club           | $1.300.000  | $195.000              |
| 15-18 maja 1997         | DuPont Country Club           | $1.200.000  | $180.000              |
| 10-12 maja 1996         | DuPont Country Club           | $1.200.000  | $180.000              |
| 11-14 maja 1995         | DuPont Country Club           | $1.200.000  | $180.000              |
| 12-15 maja 1994         | DuPont Country Club           | $1.100.000  | $165.000              |
| 10-13 czerwca 1993      | Bethesda Country Club         | $1.000.000  | $150.000              |
| 14-17 maja 1992         | Bethesda Country Club         | $1.000.000  | $150.000              |
| 27-30 czerwca 1991      | Bethesda Country Club         | $1.000.000  | $150.000              |
| 26-29 lipca 1990        | Bethesda Country Club         | $1.000.000  | $150.000              |
| 18-21 maja 1989         | Jack Nicklaus Sports Center   | $500.000    | $75.000               |
| 19-22 maja 1988         | Jack Nicklaus Sports Center   | $350.000    | $52.500               |
| 21-24 maja 1987         | Jack Nicklaus Sports Center   | $350.000    | $52.500               |
| 29 maja-1 czerwca 1986  | Jack Nicklaus Sports Center   | $300.000    | $45.000               |
| 30 maja-2 czerwca 1985  | Jack Nicklaus Sports Center   | $250.000    | $37.500               |
| 31 maja-3 czerwca 1984  | Jack Nicklaus Sports Center   | $250.000    | $37.500               |
| 9-12 czerwca 1983       | Jack Nicklaus Sports Center   | $200.000    | $30.000               |
| 10-13 czerwca 1982      | Jack Nicklaus Sports Center   | $200.000    | $30.000               |
| 11-14 czerwca 1981      | Jack Nicklaus Sports Center   | $150.000    | $22.500               |
| 5-8 czerwca 1980        | Jack Nicklaus Sports Center   | $150.000    | $22.500               |
| 7-10 czerwca 1979       | Jack Nicklaus Sports Center   | $150.000    | $22.500               |
| 8-11 czerwca 1978       | Jack Nicklaus Sports Center   | $150.000    | $22.500               |
| 9-12 czerwca 1977       | Bay Tree Golf Plantation      | $150.000    | $22.500               |
| 27-30 maja 1976         | Pine Ridge Golf Course        | $55.000     | $8.000                |
| 29 maja-1 czerwca 1975  | Pine Ridge Golf Course        | $55.000     | $8.000                |
| 20-23 czerwca 1974      | Pleasant Valley Country Club  | $50.000     | $7.000                |
| 7-10 czerwca 1973       | Pleasant Valley Country Club  | $35.000     | $5.250                |
| 8-11 czerwca 1972       | Pleasant Valley Country Club  | $50.000     | $7.500                |
| 10-13 czerwca 1971      | Pleasant Valley Country Club  | $53.000     | $7.950                |
| 10-13 czerwca 1970      | Pleasant Valley Country Club  | $30.000     | $4.500                |
| 23-27 lipca 1969        | Concord Golf Course           | $35.000     | $5.250                |
| 20-23 czerwca 1968      | Pleasant Valley Country Club  | $20.000     | $3.000                |
| 13-16 lipca 1967        | Pleasant Valley Country Club  | $17.500     | $2.625                |
| 22-25 września 1966     | Stardust Country Club         | $16.500     | $2.475                |
| 23-26 września 1965     | Stardust Country Club         | $17.000     | $2.475                |
| 1-4 października 1964   | Stardust Country Club         | $16.500     | $2.450                |
| 10-13 października 1963 | Stardust Country Club         | $16.500     | $2.450                |
| 4-7 października 1962   | Stardust Country Club         | $15.000     | $2.300                |
| 12-15 października1961  | Stardust Country Club         | $15.000     | $2.500                |
| 1-4 lipca 1960          | Sheraton Hotel Country Club   | $8.500      | $1.425                |
| 2-5 lipca 1959          | Sheraton Hotel Country Club   | $7.500      | $1.247                |
| 5-8 czerwca 1958        | Churchill Valley Country Club | $7.500      | $1.247                |
| 6-9 czerwca 1957        | Churchill Valley Country Club | $7.600      | $1.316                |
| 21-24 czerwca 1956      | Forest Lake Country Club      | $6.500      | $1.350                |
| 14-17 lipca 1955        | Orchard Ridge Country Club    | $6.000      | $1.200                |

### Zmiany nazwy
- 1955-1986: LPGA Championship
- 1987-1993: Mazda LPGA Championship
- 1994-2000: McDonald's LPGA Championship
- 2001-2003: McDonald's LPGA Championship presented by AIG
- 2004-2009: McDonald's LPGA Championship presented by Coca-Cola
- 2009-teraz: LPGA Championship presented by Wegmans

### Wielokrotne triumfatorki
Do 2008 włącznie 12 golfistek zdobyło LPGA Championship więcej niż jeden raz:
- 4 wygrane
  - Mickey Wright: 1958, 1960, 1961, 1963
- 3 wygrane
  - Annika Sörenstam: 2003, 2004, 2005
  - Kathy Whitworth: 1967, 1971, 1975
  - Nancy Lopez: 1978, 1985, 1989
  - Patty Sheehan: 1983, 1984, 1993
  - Pak Se-ri: 1998, 2002, 2006
- 2 wygrane
  - Betsy Rawls: 1959, 1969
  - Donna Caponi: 1979, 1981
  - Juli Inkster: 1999, 2000
  - Laura Davies: 1994, 1995
  - Mary Mills: 1964, 1973
  - Sandra Haynie: 1965, 1974